# نیکوکادو آووکادو
نیکولاس پری (انگلیسی: Nicholas Perry؛ زادهٔ ۲۰ مهٔ ۱۹۹۲) که بیشتر با نام مستعار اینترنتی‌اش، نیکوکادو آووکادو (انگلیسی: Nikocado Avocado) شناخته می‌شود، یوتیوبر آمریکایی زاده اوکراین است که بیشتر برای ویدئوهای موکبانگ کمدی و دراماتیکش شناخته می‌شود. به دنبال یک موفقیت در همه‌بینی ویدئوهایش، او مقدار قابل توجهی دنبال‌کننده در یوتیوب جذب کرده‌است. تا سپتامبر ۲۰۲۱، او بیش از ۵٬۳ میلیون دنبال کننده و ۱٬۱۵ میلیارد بازدید جذب کرده‌است. او در ۷ سپتامبر ۲۰۲۴ یک ویدئو در یوتیوب خود گذاشت که درونش گفت ۲۵۰ پوند در دو سال از دست داد و این برای خیلی ها غیر قابل باور بود.

## ابتدای زندگی
پری در ۲۰ مه ۱۹۹۲ در اوکراین پا به جهان گشود و هنگامی که خردسال بود، توسط خانواده‌ای در هریسبورگ، پنسیلوانیا به فرزندخواندگی پذیرفته شد. او هفت خواهر و برادر دارد و در سال ۲۰۱۰ فارغ‌التحصیل شد. او اصالتا روس است. او گفته است که از پنج سالگی تحت مداخلات و جلسات درمانی قرار گرفته و در پنج سالگی دچار افسردگی تشخیص داده شده و از هفت سالگی، داروهای ضدافسردگی تجویز می‌کرده‌است. تشخیص داده شد که او به عنوان یک خردسال، دارای اختلال کم‌توجهی - بیش‌فعالی و اختلال وسواس فکری-عملی تشخیص داده شد. پیش از اینکه او یک سلبریتی اینترنتی شود، یک نوازنده ویولون کلاسیک آموزش‌دیده بود و هنگامی که پیشه خود به عنوان یک کارمزد  نوازده ویولون ادامه می‌داد در هوم دیپو مشغول کار بود.